# Seweryn Gancarczyk
Pour les articles homonymes, voir Gancarczyk.
Seweryn Gancarczyk, né le 22 novembre 1981 à Dębica, est un footballeur professionnel polonais. Il est défenseur.

## Biographie
Seweryn Gancarczyk a commencé sa carrière dans les équipes juniors du Podkarpacie Pustynia (club régional proche de Dębica). En 2000, il arrive à l'Hetman Zamość, club de seconde division polonaise. Après trois années passées à Zamość, il rejoint l'Arsenal Kiev en Ukraine. Peu utilisé, il passe une saison au Volyn Lutsk, avant de revenir dans la capitale. Il y dispute quelques matches, mais ne devient pas titulaire à son poste.
En 2006, il quitte donc Kiev pour Kharkiv et son Metalist. Il arrive à s'y imposer, et dispute pratiquement tous les matches de la saison. Il est même nommé « meilleur arrière gauche d'Ukraine ». En 2007 et en 2008, il se classe à la troisième place du championnat, qualificative pour la Coupe UEFA. Le vice-capitaine du club prend donc part à plusieurs rencontres européennes, la première ayant lieu le 20 septembre 2007 contre Everton, lors du premier tour de la compétition (élimination du Metalist). Élément important du Metalist, il est tout proche à l'hiver 2008 de rejoindre le Celtic Glasgow, mais une blessure l'en empêchera.
Lors de la saison 2008-2009, son club effectue un très bon parcours européen, accédant aux huitièmes de finale de la Coupe UEFA après avoir largement battu la Sampdoria au tour précédent et terminé en tête du groupe le plus relevé (composé de Galatasaray, de l'Olympiakos, de l'Hertha Berlin et du Benfica) lors de la phase de poules. 
En fin de contrat avec son club, plusieurs options se présentent à lui. Le 25 juillet 2009, il choisit de rejoindre le Lech Poznań.

## Palmarès
- Champion de Pologne : 2010